# Max Amann

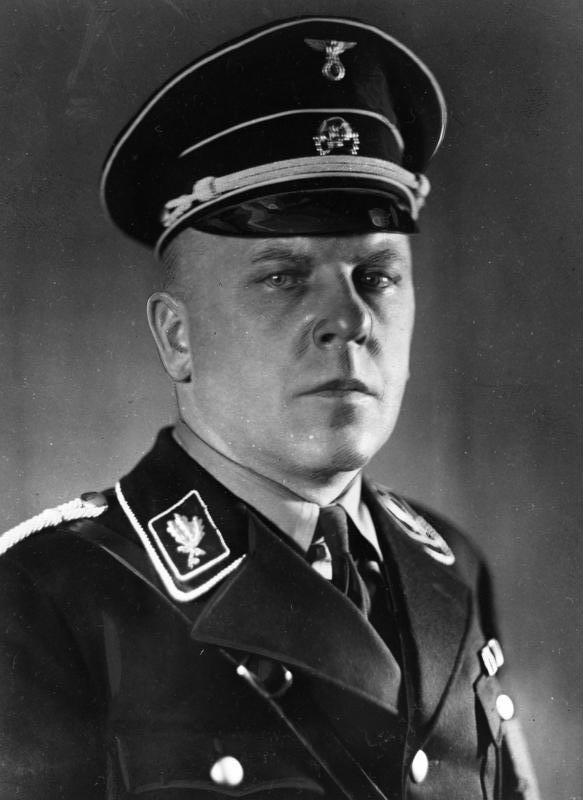
Max Amann en uniforme de la SS.

Max Amann (Múnich, Alemania; 24 de noviembre de 1891- ibidem, 31 de marzo de 1957) fue un soldado y político alemán, uno de los fundadores del Partido Nazi en 1920. Durante la Alemania Nazi coordinó las editoriales alemanas y la censura ejercida sobre los medios.

## Biografía

### Juventud e inicios
Durante la Primera Guerra Mundial, Max Amann fue soldado de carrera y alcanzó el grado de Sargento (Feldwebel) en el Regimiento Bávaro List. donde conoció a Adolf Hitler y fue su compañero de trincheras. Fue uno de los que lo recomendó para la Cruz de Hierro por mérito en combate. Amann recibió la Cruz de Hierro de Segunda Clase en 1914.
Después de la Guerra, Hitler buscó a Amann, quien había sido administrador del regimiento, para que se encargara de la Administración del naciente Partido Nazi en Múnich. Amann ingresa recibiendo el número 3 en la refundación del Partido en 1920. Desde ese momento se dedicó enteramente al desarrollo político del Movimiento nacionalsocialista. Amann participó en la marcha en Coburgo el 14 y 15 de octubre de 1922. Toma parte también en la marcha del 9 de noviembre de 1923 cuando Hitler intentó derrocar al gobierno de Baviera para tomar el poder. 
El 4 de abril de 1922 Amann se convirtió en director de Eher Verlag, la principal editorial del Partido nazi.
También fue el editor del libro Mi Lucha escrito por Hitler en la prisión de Landsberg tras el fallido golpe. Fue Amann quien sugirió a Hitler cambiar el largo título de Cuatro años y medio de lucha contra las mentiras, estupidez y cobardía por el título actual, así como responsable de la edición de docenas de ediciones del libro. Amann perdió el brazo izquierdo en un accidente de cacería en 1931 mientras se encontraba con Franz Ritter von Epp.

### Amann en el poder
Tras el ascenso al poder los nazis, recibió de Himmler el nombramiento como miembro honorario de las SS con el número 53.143.
Además Hitler lo designó como Reichsleiter für die Presse der NSDAP (Director de Prensa del NSDAP para el Reich). En esa posición, Amann logró controlar económica e ideológicamente el imperio mediático del NSDAP. Como presidente de la Cámara de la Prensa del Reich (Reichspressekammer), Amann despachó disposiciones para confiscar y controlar a la prensa, así como para eliminar al personal que trabajaba en la prensa que se negó a seguir sus edictos.
Amann no tuvo una formación superior, su nivel cultural era bajo y él se caracterizaba por su rudeza y vulgaridad. No ocultó su vida sexual escandalosa ni su incontrolada ambición por el dinero y poder político. No obstante, para poder llevar a efectos sus anhelos políticos buscó en el interior del NSDAP a aquellas personas que tenían las habilidades y cualidades para planificar y pensar metódica y profundamente. En el ámbito económico, lo apoyó Max Winkler, un miembro del partido NSDAP que apareció siempre como su socio en las actividades financieras de la casa editorial central de los nazis. Sin embargo, su colaborador más importante fue el Dr. Rolf Rienhardt.
Rienhardt —Doctor en Ciencias Jurídicas— fue el personaje considerado como el cerebro gris de Amann.. Rienhardt poseía una gran capacidad de organización y fue nombrado por Amann nuevo director de la Cámara de la Prensa del Reich y vicedirector permanente de la Asociación Alemana de Editores de Periódicos del Reich. Rienhardt llevó a cabo los planes jurídicos e ideológicos para someter y apoderarse de la prensa y preparaba las disposiciones que Amann impuso a la prensa.

### Últimos años
Después de la Segunda Guerra Mundial, Amann fue detenido y presentado ante la justicia alemana, donde fue juzgado por un Tribunal de desnazificación que le confiscó todos los bienes. 
Max Amann murió en la mayor pobreza en Múnich en 1957.